# Quanzhou (Guilin)
Quanzhou léase Chuán-Zhóu  (en chino, 全州县; pinyin, Quánzhōu xiàn) es un condado bajo la administración directa de la Prefectura Guilin en la Región autónoma de Guangxi, República Popular China. Su área es de 3978 km² y su población total para 2020 superó los  560 mil habitantes.

## Administración
El condado de Quanzhou se divide en 18 pueblos que se administran en 15 poblados, 1 villa y 2 villas étnicas.